# Roland Brückner
Roland Brückner född den 14 december 1955 i Köthen, Tyskland, är en östtysk gymnast.
Han tog OS-brons i lagmångkampen i samband med de olympiska gymnastiktävlingarna 1976 i Montréal.
Han tog OS-silver i fristående, OS-silver i lagmångkampen, OS-brons i barr och OS-brons i hopp i samband med de olympiska gymnastiktävlingarna 1980 i Moskva.